# 5. april
5. april je 95. dan leta (96. v prestopnih letih) v gregorijanskem koledarju. Ostaja še 270 dni.

## Dogodki
- 1794 – v Parizu so na zahtevo voditelja revolucije Maximiliena Robespierra usmrtili enega od revolucionarjev, Georgesa Jacquesa Dantona
- 1799 – prve slovenske “Kuharske bukve” je s svojim izvirnim uvodom objavil Valentin Vodnik
- 1818 – čilenski uporniki v bitki pri Maipúju premagajo Španijo
- 1941:
  - Britanska vojska osvobodi Adis Abebo
  - Jugoslavija in ZSSR podpišeta prijateljski in nenapadalni pakt
- 1942 – neuspešen japonski napad na Colombo
- 1943 – Willem Johan Kolff prvič v zgodovini izvede dializo z umetno ledvico
- 1945:
  - ameriška vojska prodre čez reko Weser
  - ZSSR odpove nenapadalni pakt z Japonsko
  - Tito dovoli začasen vstop sovjetskih čet v Jugoslavijo
- 1955 – Winston Churchill odstopi z mesta britanskega predsednika vlade
- 1992 – začne se obleganje Sarajeva
- 1998 – Na Japonskem je odprt most Akashi-Kaikyo, ki povezuje otoka Šikoku in Honšu; s tem postane največji viseči most na svetu

## Rojstva
- 1170 – Izabela Hainaulška, francoska kraljica, soproga Filipa II. († 1190)
- 1219 – Vondžong, korejski kralj († 1274)
- 1288 – cesar Go-Fušimi, 93. japonski cesar († 1336)
- 1315 – Jakob III., kralj Majorke († 1349)
- 1365 – Vilijem II. Wittelsbaški, vojvoda  Bavarske-Straubinga, holandski (IV.), hainauški (VI.) in zeelandski (V.) grof († 1417)
- 1568 – Maffeo Barberini - Urban VIII., papež italijanskega rodu († 1644)
- 1588 – Thomas Hobbes, angleški filozof († 1679)
- 1732 – Jean-Honoré Fragonard, francoski slikar († 1806)
- 1752 – Sébastien Érard, francoski izdelovalec klavirjev in harf († 1831)
- 1827 – Joseph Lister, angleški zdravnik († 1912)
- 1844 – Josip Ogrinec, slovenski pripovednik, dramatik († 1879)
- 1894:
  - Vinko Möderndorfer, slovenski učitelj, zbiralec etnološkega gradiva († 1958)
  - Lawrence Dale Bell, ameriški letalski konstruktor († 1956)
- 1908:
  - Herbert von Karajan, avstrijski dirigent († 1989)
  - Ruth Elizabeth Davis - Bette Davis, ameriška filmska igralka († 1989)
- 1916 – Eldred Gregory Peck, ameriški filmski igralec († 2003)
- 1929:
  - Ivar Giaever, norveški fizik, nobelovec 1973
  - Jurij Souček, slovenski gledališki igralec († 2024)
- 1942 – Primož Lorenz, slovenski pianist, pedagog († 2007)
- 1949 – Judith Arlene Resnik, ameriška astronavtka († 1986)
- 1950 – Agnetha Fältskog, švedska pevka v skupini ABBA
- 1969 – Siniša Malešević, irski akademik
- 1976 – Fernando Morientes, španski nogometaš
- 1978 – Franziska van Almsick, nemška plavalka
- 1984 – Dejan Kelhar, slovenski nogometaš

## Smrti
- 1205 – Izabela I. Jeruzalemska, jeruzalemska in ciprska kraljica (* 1172)
- 1221 – Fudživara Masacune, japonski pesnik (* 1170)
- 1258 – Julija Lieška, belgijska redovnica in svetnica (* 1193)
- 1336 – Ivan Anžujski, neapeljski plemič, vojvoda Drača (* 1294)
- 1419 – Vincent Ferrer, katalonski misijonar, teolog, svetnik (* 1350)
- 1684 – lord William Brouncker, angleški matematik (* 1620)
- 1705 – Ito Jinsai, japonski konfucijanski filozof (* 1627)
- 1794 – Georges-Jacques Danton, francoski revolucionar (* 1759)
- 1852 – Felix Schwarzenberg, avstrijski državnik (* 1800)
- 1866 – Thomas Hodgkin, angleški zdravnik (* 1798)
- 1882 – Frédéric Le Play, francoski rudarski inženir, sociolog (* 1806)
- 1900 – Joseph Louis François Bertrand, francoski matematik (* 1822)
- 1918 – Paul Vidal de la Blache, francoski geograf (* 1845)
- 1924 – Victor Hensen, nemški fiziolog (* 1835)
- 1964 – Douglas MacArthur, ameriški general (* 1880)
- 1973 – Alla Konstantinovna Tarasova, ruska gledališka igralka (* 1898)
- 1975 – Čang Kaj-Šek, kitajski častnik, državnik, voditelj tajvanskega režima (* 1887)
- 1994 – Kurt Donald Cobain, ameriški grunge glasbenik (* 1967)
- 1997 – Allen Ginsberg, ameriški pesnik (* 1926)
- 2005 – Saul Bellow, ameriški pisatelj judovskega rodu, nobelovec 1976 (* 1915)
- 2008 – Charlton Heston, ameriški filmski igralec (* 1923)